# Jim Reid
James "Jim" Reid (3 de agosto de 1945) es un exjugador de baloncesto estadounidense que jugó una temporada en la NBA. Con 1,98 metros de estatura, lo hacía en la posición de alero.

## Trayectoria deportiva

### Universidad
Jugó durante su etapa universitaria en los Rams de la Universidad Estatal de Winston-Salem, con los que se proclamó campeón de la División II de la NCAA en 1967 junto a su equipo liderado por Earl "The Pearl" Monroe, convirtiéndose en la primera universidad históricamente afroamericana en ganar un título a nivel nacional.

### Profesional
Fue elegido en la quincuagésimo tercera posición del Draft de la NBA de 1967 por Philadelphia 76ers, con los que jugó una temporada en la que únicamente disputó seis partidos, en los que promedió 3,5 puntos y 1,8 rebotes.
Al año siguiente no fue protegido por su club y entró en el Draft de Expansión que se celebró por la llegada de nuevos equipos a la liga, siendo elegido por los Milwaukee Bucks, pero fue despedido antes del comienzo de la temporada.

## Estadísticas de su carrera en la NBA

### Temporada regular
| Temporada | Edad | Equipo             | Liga | P | MIN | TC  | TCA | %TC  | 2P  | 2PA | %2P  | TL  | TLA | %TL  | REB | ASIS | FP  | PTS |
| 1967-68   | 22   | Philadelphia 76ers | NBA  | 6 | 8.7 | 1.7 | 3.3 | .500 | 1.7 | 3.3 | .500 | 0.2 | 0.8 | .200 | 1.8 | 0.5  | 1.0 | 3.5 |
| Total     |      |                    | NBA  | 6 | 8.7 | 1.7 | 3.3 | .500 | 1.7 | 3.3 | .500 | 0.2 | 0.8 | .200 | 1.8 | 0.5  | 1.0 | 3.5 |